# Jerzy Potocki (zm. 1685)
Jerzy Potocki herbu Szreniawa (zm. w 1685 roku) – sędzia ziemski krakowski w latach 1678–1685, podczaszy chełmski w latach 1668–1678.
W 1667 roku był sędzią kapturowym powiatu bieckiego województwa krakowskiego.